# Antoine Gouan
Antoine Gouan (o Antoine Goüan) ( Montpellier, 15 de noviembre de 1733-id. 1 de septiembre de 1821) fue un botánico e ictiólogo francés. Fue el primero en adoptar en Francia la nomenclatura binomial de Carlos Linneo, y el primero en publicar una flora adaptada al método y a la clasificación linneana.

## Biografía
Gouan comenzó sus estudios en Toulouse y estudia medicina en la Universidad de Montpellier. Gouan se ve influenciado por su profesor de medicina François Boissier de Sauvages de Lacroix (1706-1767), un muy ferviente admirador del método linneano en Francia.
Sostiene su doctorado el 25 de agosto de 1752 con la presidencia de Antoine Magnol (1676-1759). Gouan comienza a praticar medicina en el Hospital de Saint-Éloi de Montpellier, mas se interesa en su gran pasión: la historia natural, con la entomología, la ictiología y también la botánica.
Es admitido en 1757 en la Academia de la ciudad como adjunto en botánica. Aunque hace trabajos en zoología, se consagra sobre todo en la botánica. Por intermedio de Sauvages de Lacroix, comienza a intercambiar correspondencia con Linneo a fines de los 1750, y le envía insectos. Linneo se congratula.
Publica, en 1762, el catálogo de plantas del jardín botánico de Montpellier, Hortus regius monspeliensis. Por primera vez en Francia, una obra taxonómica sigue la nomenclatura binomial puesta en acción por Linneo.
Publica en 1765, Flora Monspeliaca; y es titular de la Academia montpeliana. Obtiene ahora un empleo en el jardín botánico y se encarga de herborizar en el campo. Sus obras son criticadas por Bernard de Jussieu (1699-1777) en términos muy duros: No hay nada más pobre y erróneo que el libro de botánica que publica M. Gouan, con el título de “Hortus monspeliensis”, que sigue en la mala línea de su “Flora monspeliaca” !
Al año siguiente, reemplaza a François Boissier de La Croix de Sauvages en la Facultad de Medicina. Se forma con los grandes nombres en historia natural como Jean-Emmanuel Gilibert (1741-1814), Joseph Dombey (1742-1794), Jean-Guillaume Bruguière (1750-1798), Jacques-Julien Houtou de La Billardière (1755-1834), Guillaume-Antoine Olivier (1756-1814) y Auguste Broussonnet (1761-1807).
Publica en 1770 una obra en ictiología, Historia Piscicum, que aumenta el número de géneros de peces precedentementes creados con el sistema linneano. Crea los géneros zoológicos Lepadogaster, Lepidopus y Trachypterus, todos valiosos hoy día.
En 1773 publica Illustrationes et observationes botanicæ con 26 planchas. Reemplaza a Joseph Barthez (1734-1806) en el puesto de demostrador de botánica. El renombre de Gouan se agranda y se pone en relación con numerosos botánicos y naturalistas tanto franceses como extranjeros.
Auguste Broussonnet (1761-1807) le envía un pie de Ginkgo biloba que había recibido de Sir Joseph Banks (1743-1820). Gouan lo planta en el jardín, y en 2008 es visible.
A fin de facilitar la comprensión del sistema linneano, prepara un librito titulado Explicación del sistema botánico del caballero Linneo.
Es nombrado miembro extranjero de la Sociedad linneana de Londres en 1788 y de numerosas sociétés savantes (como la Real Academia de las Ciencias de Suecia).
Gouan obtiene, en 1794, la dirección del jardín real, rebautizado Jardín Nacional. Comienza poco a poco a tener problemas de visión que lo obliga a abandonar igualmente de a poco sus diferentes funciones.
En 1807, Broussonnet, titular de la cátedra de botánica de la Escuela de Medicina, muere, y Gouan se tienta a oponerse a la nominación de Augustin Pyrame de Candolle (1778-1841) al cargo.
Fue célebre por su colección de algas colectadas de la región de Marsella.
Tuvo importante correspondencia con numeroso sabios de su tiempo. Linneo, Albrecht von Haller (1708-1777), Jean-Guillaume Bruguière (1750-1798), Jean-Jacques Rousseau (1712-1778), Ambroise Marie François Joseph Palisot de Beauvois (1752-1820), Joseph Dombey (1742-1794), Carl Peter Thunberg (1743-1828), etc.

## Principales obras
- Hortus Regius Monspeliensis, sistens plantas tum indigenas tum exotica (1762).
- Flora Monspeliaca, sistens plantas no. 1850 ad sua genera relatas, et hybrida methodo digestas; adjectis nominibus specificis, trivialibusque, synonymis selectis, habitationibus plurium in agro Monspeliensi nuper detectarum, et earum quae in usus medicos veniunt nominibus pharmaceuticis, virtutibusque probatissimis (1765).
- Illustrationes et Observationes Botanicae, ad specierum historiam facientes seu rariorum plantarum indigenarum, pyrenaicarum, exoticarum adumbrationes, synonymorum… Cum iconibus ex naturae typo et magnitudine naturali ab auctore delineatis (1773).
- Herborisations des environs de Montpellier, ou guide botanique à l'usage des élèves de l'école de santé… (1796).

## Honores

### Epónimos
| - (Alliaceae) Allium gouanii G.Don - (Amaryllidaceae) Narcissus gouanii Roth - (Amaryllidaceae) Queltia gouanii Haw. - (Apiaceae) Daucus gouanii Nyman - (Apiaceae) Pimpinella gouanii (W.D.J.Koch) Benth. & Hook.f. ex B.D.Jacks. - (Apocynaceae) Plumeria gouanii D.Don ex G.Don. - (Asteraceae) Apargia gouanii Schleich. | - (Asteraceae) Baccharis gouanii (L.) Desf. - (Asteraceae) Carduus gouanii Steud. - (Asteraceae) Cnicus gouanii Willd. - (Asteraceae) Conyza gouanii Blanco - (Asteraceae) Dimorphanthes gouanii Cass. - (Asteraceae) Edemias gouanii Raf. - (Asteraceae) Hieracium gouanii Arv.-Touv. | - (Asteraceae) Jurinea gouanii Rouy - (Asteraceae) Leontodon gouanii Hegetschw. - (Asteraceae) Marsea gouanii Hiern - (Leguminosae) Lathyrus gouanii Rouy - (Plantaginaceae) Plantago gouanii J.F.Gmel. - (Poaceae) Schismus gouanii Trin. - (Ranunculaceae) Ranunculus gouanii Lecoq & Lamotte - (Scrophulariaceae) Veronica gouanii Moretti |

## Enlacaes externos
- Wikispecies tiene un artículo sobre Antoine Gouan.

- Datos: Q586298
- Multimedia: Antoine Gouan / Q586298
- Especies: Antoine Gouan

1. ↑  Todos los géneros y especies descritos por este autor en IPNI.